# 第4世代移動通信システム

第4世代移動通信システム（だい4せだいいどうつうしんシステム、英語: 4th Generation Mobile Communication System, 「4G」）とは、1G・2G・3Gに続く国際電気通信連合 (ITU) が定める「IMT-Advanced」規格に準拠する無線通信システムのこと。一般的に英語の"4th Generation"から、「4G」（フォージー）などとも略される。LTE、WiMAXそれぞれの後継規格であるLTE-AdvancedとWirelessMAN-Advanced（WiMAX2）が該当する。

## 概論
IMT-2000の後のシステム進化はBeyond 3G (B3G) などとも呼称されていたが、ITUではこれを第3世代移動通信システム (3G) の発展型としてIMT-Advancedと名付け、第4世代システムと定義した。
第4世代携帯電話の特徴としては、50Mbps - 1Gbps程度の超高速大容量通信を実現し、IPv6に対応し、無線LANやWiMAX、Bluetoothと連携し、固定通信網と移動通信網をシームレスに利用 (FMC) できるようになる点がある。
通信スピードが超高速化される代わりに、第3世代移動通信システムで使用している2GHz帯より高い周波数帯を用いるため、電波伝搬特性によりサービスエリアが狭くなってしまうことや、電波の直進性が高いことにより屋内への電波が届きにくい。サービス時には第3世代移動通信システムとのデュアルモードで利用された。通信速度の高速化はシャノン=ハートレーの定理により、高消費電力も招きうるものであるため、モバイル環境での蓄電池容量の確保も、技術的な課題となっている。

### 4Gとしての承認
2010年10月21日、ITU-R はLTE-AdvancedとWiMAX2の2規格がIMT-Advancedに適していると報告し、2012年1月18日にジュネーブで行われた ITUの会議で IMT-Advancedとして正式に承認された。
LTE-Advancedは3GPPが、WiMAX2はIEEEがそれぞれ標準化を行っている。

### 商業上の4G
上述したように2012年現在、ITU が規定する IMT-Advanced の基準を満たす厳密な4G規格は LTE-Advanced と WiMAX2 の二つのみである。しかし、3.9Gに相当する LTE や WiMAX 、あるいは3.5Gに相当する HSPA+ などもマーケティング的に「4G」と呼称されることがある。そのため ITU は市場の混乱を避けることを名目に2010年12月6日に LTE や WiMAX 、さらには HSPA+ などの3Gを発展させた規格も「4Gと呼称してよい」とする声明を発表した。
例えば日本で初めて「4G」を冠するサービスとしては、ソフトバンクモバイルが Wireless City Planning の MVNO として提供する「SoftBank 4G」が2012年2月24日より開始されているが、これは AXGP (TD-LTE) 規格によるいわゆる3.9G規格であり、IMT-Advancedに準拠した4Gではない。その後、割当帯域のうち、制限が付いて使用が出来なかった10MHz幅の帯域を使用することになり、既存の帯域との2波に束ねて使用する形が必要となったため、キャリア・アグリゲーションを行うことになり、これを以てようやく厳密な意味での4Gとなった。
auは3.9G規格である LTE (FDD) サービスを「au 4G LTE」と呼称している。のちにキャリア・アグリゲーションを採用したサービスの「au 4G LTE CA」が開始され、この時点で厳密な意味での4Gサービス開始となった。グループ会社のUQコミュニケーションズも、WiMAX 2+の前身規格であるモバイルWiMAXの帯域を削減してキャリア・アグリゲーションを実施し、4Gサービスが開始となった。
NTTドコモの「PREMIUM 4G」は第4世代規格を指し、第3.9世代はXiとして区別される。

## 周波数帯
2007年に開催された世界無線通信会議、WRC-07 において第3および第4世代移動通信システム (IMT) に使用する世界共通の周波数帯が採択された。
- 450 - 470 MHz band
- 698 - 862 MHz band in Region 2 and nine countries of Region 3
- 790 - 862 MHz band in Regions 1 and 3
- 2.3 - 2.4 GHz band
- 3.4 - 3.6 GHz band (no global allocation, but accepted by many countries)

このうち日本では、3.4 - 3.6GHz と 698 - 806MHz の一部を使用する予定。

## 日本国内における動向
NTTドコモは2003年5月から屋外実験を開始し、2004年8月20日に1Gbps 、2005年12月14日に2.5Gbps 、2006年12月25日に5Gbps、それぞれのパケット信号伝送に成功した。この実験では、無線アクセス方式に VSF-Spread OFDM を、周波数帯域幅に 100MHz を使用した。同社は2015年3月27日から LTE-Advancedによる4Gサービスを開始した。
2020年より、10Gbps 以上の通信速度と LTE の約1000倍の容量を実現する第5世代移動通信システム (5G) のサービスを始めており、国際規格化を前提とする規格の1つとして LTE-X (仮称) が検討されている。2010年代後半をめどに、 LTE-Advanced (通称・LTE-A) を高度化した LTE-Advanced Evolution (通称・LTE-B) のサービス開始も検討されている。